# Yaa Asantewaa
Yaa Asantewaa (v. 1840 – 17 octobre 1921) (prononcé : /ˈjɑː ɑːsɑːn.teɪ.wə/) est la reine mère d'Ejisu dans l'Empire Ashanti (actuel Ghana), nommée par son frère Nana Akwasi Afrane Okpese, le Ejisuhene (chef d'Ejisu).
En 1900, elle mène la rébellion Ashanti, connue comme la « Guerre du trône d'or » (ou guerre d'Yaa Asantewaa), contre les colons de l'Empire britannique.

## Prélude à la rébellion
Durant le règne de son frère, Yaa Asantewaa voit la Confédération Ashanti faire face à une série d'évènements qui menacent son futur, notamment la guerre civile de 1883 à 1888. Quand son frère meurt en 1894, Yaa Asantewaa use de son droit de reine mère pour nommer son petit-fils, Ejisuhene. Quand les Britanniques l'exilent aux Seychelles en 1896, avec le roi Asante Prempeh I et d'autres membres du gouvernement Ashanti, Yaa Asantewaa devient régente du district d'Ejisu-Juaben. Après l'exil de Prempeh I, le gouverneur-général britannique de la Côte-de-l'Or, Frederick Hodgson, réclame le Trône d'Or, le symbole de la nation Ashanti. Cette requête mène à une réunion secrète des membres restants du gouvernement Ashanti à Kumasi, pour débattre d'un moyen sûr de ramener le roi ; mais les membres présents sont en désaccord sur la façon de procéder. Yaa Asantewaa, qui était présente à cette réunion, se leva et adressa aux membres du conseil ces mots aujourd'hui célèbres : « Je vois que certains d'entre vous ont peur d'aller se battre pour notre roi. Si c'étaient les jours glorieux d'Osei Tutu, Okomfo Anokye, ou Opoku Ware I, les chefs ne regarderaient pas leur roi se faire enlever sans faire feu. Aucun Européen n'aurait pu parler aux chefs Ashanti comme le gouverneur vous a parlé ce matin. Est-ce vrai que la bravoure Ashanti n'est plus ? Je ne peux pas le croire. C'est impossible ! Je dois dire ceci : si vous, les hommes d'Ashanti, n'y allez pas, alors nous le ferons. Nous, les femmes, le ferons. J'en appellerais à mes camarades femmes. Nous nous battrons ! Nous nous battrons jusqu'à ce que la dernière des nôtres tombe au champ de bataille. »
Après cela, elle prit la tête de la rébellion Ashanti de 1900, gagnant le soutien d'autres membres de la noblesse.

## La rébellion et ses suites
Débutant en mars 1900, la rébellion assiégea le fort de Kumasi où les Britanniques s'étaient réfugiés,. Après plusieurs mois, le gouverneur de la Côte-de-l'Or finit par envoyer 1 400 hommes pour lever le siège, auxquels il fallut joindre 1 200 de plus pour mettre fin à la rébellion. Durant cette attaque, la reine Yaa Asantewaa et quinze de ses plus proches conseillers furent capturés et déportés aux Seychelles. La rébellion fut la dernière des guerres anglo-ashanti qui duraient depuis le XIXe siècle. Le 1er janvier 1902, l'empire Ashanti devint un protectorat de la couronne britannique, au bout de presque un siècle de résistance acharnée de l'armée Ashanti.
Yaa Asantewaa mourut en exil aux Seychelles le 17 octobre 1921. Trois ans après sa mort, le 27 décembre 1924, Prempeh I et les autres exilés furent autorisés à retourner à Ashanti. Prempeh I s'assura que les dépouilles de Yaa Asantewaa et des autres exilés décédés soient ramenées pour recevoir l'enterrement qui leur était dû. Le rêve de Yaa Asantewaa de voir les Ashanti libérés des Britanniques se réalisa le 6 mars 1957, lorsque le protectorat Ashanti gagna son indépendance en tant que partie du Ghana, la première nation d'Afrique subsaharienne à accomplir cet exploit.

## Le rôle social des femmes Ashanti
Un affrontement avec une femme à la tête d'un empire était une situation nouvelle aux troupes coloniales britanniques du XIXe siècle en Afrique. L'appel de Yaa Asantewaa aux femmes de l'empire Ashanti est basé sur les obligations politiques des femmes de l'empire Ashanti et leur rôle dans la société. La société Ashanti était un matrilignage, et dans la hiérarchie les postes masculins avaient des homologues féminins. Pour chaque ôdekuro, conseil de village, une ôbaa panyin était partie responsable pour les affaires des femmes du village. Le chef d'une division, le ôhene, et le chef de la communauté, le ômanhene, avaient leur homologue féminin ôhemma : une femme chef qui assiste aux conseils. Les femmes participaient non seulement aux procédures judiciaires et législatives, mais aussi au partage des terres et à la décision de commencer ou d'arrêter la guerre.

## Héritage culturel et historique
Yaa Asantewaa reste une figure très aimée de l'histoire Ashanti et de l'histoire du Ghana pour son rôle dans l'opposition aux colons britanniques. Elle est immortalisée dans la chanson qui suit :
Koo koo hin koo

Yaa Asantewaa ee!

Obaa basia

Ogyina apremo ano ee!

Waye be egyae

Na Wabo mmode

(« Yaa Asantewaa

La femme qui se bat contre les canons

Vous avez accompli de grandes choses

Et vous avez bien fait »)
Pour souligner l'importance d'encourager plus de femmes chefs dans la société ghanéenne, la Yaa Asantewaa Girls' Secondary School fut créée à Kumasi en 1960 avec des fonds du Ghana Educational Trust.
En 2000, pour fêter le centenaire de la rébellion, une semaine de célébrations eut lieu au Ghana en reconnaissance des actes de Yaa Asantewaa. Dans le cadre de ces célébrations, un musée lui fut dédié à Kwaso dans le district Ejisu-Juaben le 3 août 2000. Malheureusement, le 23 juillet 2004 un incendie détruisit plusieurs objets historiques, dont ses sandales et ses habits de guerre (batakarikese) qu'on peut voir sur la photographie ci-dessus. L'actuelle reine mère d'Ejisu est Yaa Asantewaa II. Un second festival Yaa Asantewaa s'est tenu du 1er au 5 août 2006 à Ejisu.
Le Centre Yaa Asantewaa à Maida Vale, à l'ouest de Londres, est un centre sur l'art et les populations africains et caribéens. Il a pris son nom en 1986.
Un documentaire télévisé de Ivor Agyeman-Duah intitulé Yaa Asantewaa - The Exile of King Prempeh and the Heroism of An African Queen est sorti au Ghana en 2001.
Un spectacle écrit par Margaret Busby,Yaa Asantewaa: Warrior Queen, avec le batteur Kofi Ghanaba et un casting panafricain, s'est produit au Royaume-Uni et au Ghana entre 2001 et 2002,. Une série radio de la même auteur fut produite du 13 au 17 octobre 2003 sur BBC Radio Four dans l'émission Woman's Hour,.